# クモハタ
クモハタは日本の競走馬、種牡馬。第8回東京優駿競走（日本ダービー）に優勝。栗毛の貴公子と呼ばれた。種牡馬として1952年から1957年まで6年連続のリーディングサイアーを獲得した。日本競馬史上最初の内国産リーディングサイアーである。 1984年、顕彰馬に選出。半姉に帝室御賞典優勝牝馬クレオパトラトマス（繁殖名・月城）がいる。

## 経歴
1936年、官営の下総御料牧場に生まれる。父トウルヌソルは当時シアンモアと勢力を二分した大種牡馬、母・星旗はアメリカからの輸入牝馬であり、クモハタ出生時にはすでに第一仔クレオパトラトマスが活躍を見せていた。こうした血統背景に加え、持って生まれた雄大な馬格が注目を集め、3歳時に下総御料で開催されたセリ市において最高価格となる3万7600円で加藤雄策に落札された。3歳秋に東京競馬場の田中和一郎厩舎に入り、調教では後に帝室御賞典に優勝するトキノチカラと共に良い動きを見せていた。

### 戦績
しかし競走馬デビューを間近に控えた4歳に入り、右後脚に蹄叉腐爛を発症。次いで左後脚にも同様の症状が現れ、四肢の蹄すべてが蹄叉腐乱に冒された。これにより2ヶ月以上の休養を余儀なくされ、本格的な調教を再開したのは目標とする東京優駿競走の3週間前であった。8日前に新呼馬戦でようやくの初出走を迎えたが、スタートで出遅れ2着に終わる。ダービー3日前に再度新呼馬戦に出走、2着馬を4分の3馬身退けて初勝利を挙げた。しかしこの競走で事前に傷めていた肩の状態が本格的に悪化、さらに飼い葉も食べなくなり、栄養剤を混ぜた豆乳を鼻から流し込んで栄養を補給するという状態だった。だがダービー優勝のために大枚を投じた加藤は出走を諦めきれず、結局は出走に踏み切った。

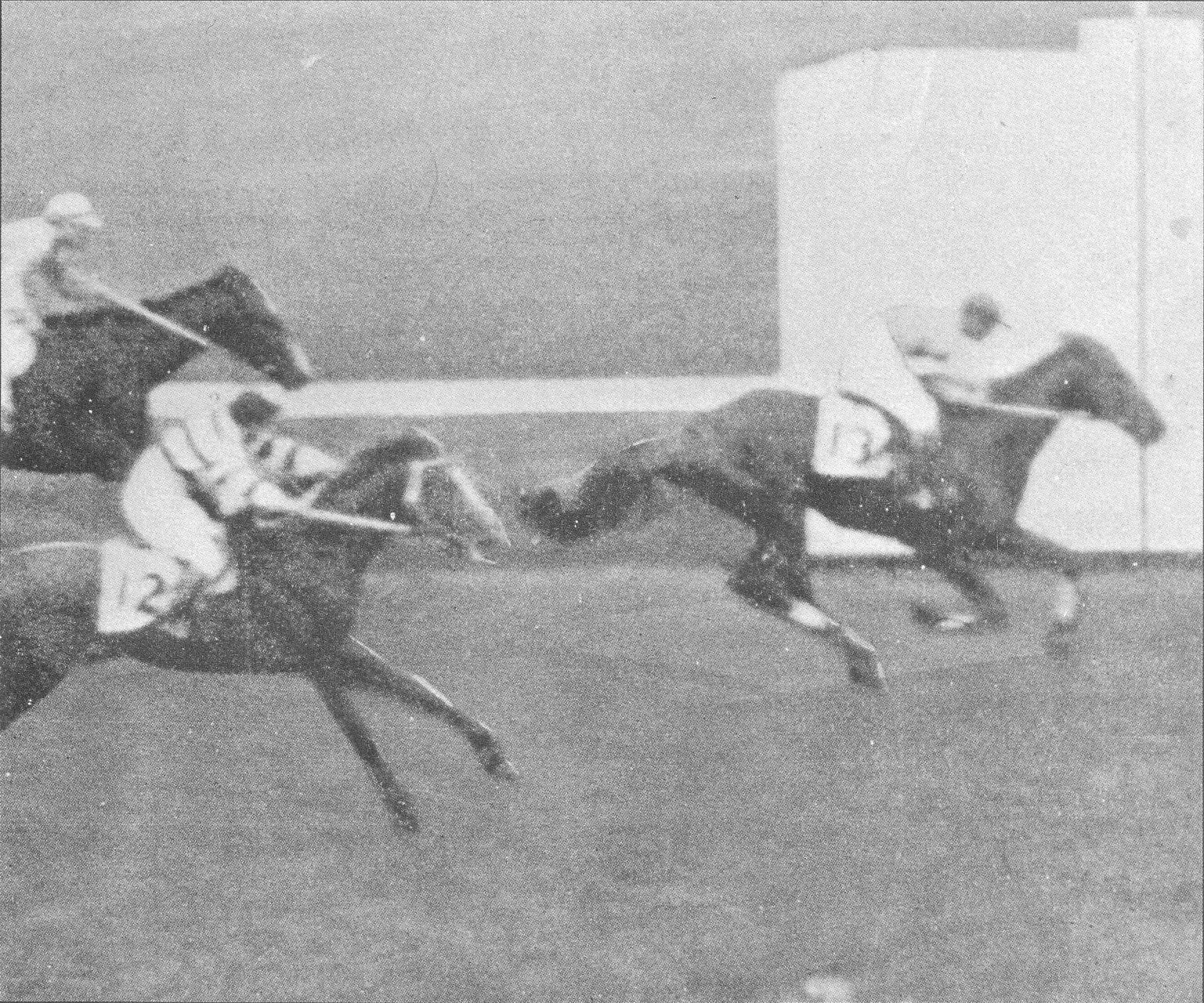
第八回東京優駿競走決勝線（右13番）

第8回東京優駿競走は、当日になって第1回横浜農林省賞典4歳呼馬優勝馬・ロツクパークが故障により出走を回避、本命不在での競走となった。その中でクモハタは東京優駿初騎乗となる阿部正太郎を鞍上に、20頭立て8番人気という評価だった。レースでは重馬場の中で後方待機策を取る。向正面過ぎから徐々に進出すると、第3コーナーから他馬が嫌う状態の悪い馬場内側を周って位置を上げる。そのまま内埒沿いを走って距離を稼ぐと、最後の直線に向いて外に持ち出し、先行から逃げ粘りを図るリツチモンドを追走。ゴール前50メートルで同馬を交わすと、そのまま1馬身の差を付けて優勝した。デビュー9日でのダービー優勝は史上最短記録であり、その後の競走体系・出走条件の変遷により、事実上更新不可能な記録となっている。
以降、クモハタは故障と付き合いながら翌年秋まで走り、11月17日の帝室御賞典（秋）2着を最後に競走馬を引退した。馬主の加藤はその引退に際し、「馬主として一度も、クモハタのレースを楽しんだことはない。満足な状態で出走したことがなかったからだ。この面倒な馬をどうにか競走馬として育ててくれた調教師、騎手、馬丁諸君に心から感謝している」という言葉を残した。

### 種牡馬時代-顕彰馬選出
競走馬引退後は国有種牡馬として北海道の日高種馬牧場に繋養された。2年目の産駒から天皇賞・秋に優勝、通算25勝を挙げたカツフジなどの活躍馬を輩出。
第二次世界大戦が終了すると、戦後日本競馬に内国産種牡馬の雄として圧倒的な存在感を示し、現在のGI級に相当する競走で産駒17勝（中山大障害含む）を挙げ、外国からの競走馬・種牡馬輸入が解禁された1952年から1957年まで、6年連続のリーディングサイアーを獲得した。特に天皇賞の優勝馬は7頭輩出しており、これは2006年秋にサンデーサイレンスが8頭目の天皇賞優勝馬を輩出するまで史上最多の記録であった。1953年には内国産種牡馬のJRA年間最多勝利記録となる157勝を挙げ、2010年にキングカメハメハによって更新されるまで保持された。
しかし、クモハタ自身はその1953年夏に日高地区で流行した馬伝染性貧血に罹患し、同年9月10日、家畜伝染病予防法に基づき殺処分となった。遺骸は日高種畜場の功馬碑下に葬られている。死後もブルードメアサイアーとして数々の名馬に影響を残しており、現代の競走馬でも血統表の中に時折見出す事ができる。2021年に米国のG1ブリーダーズカップディスタフを制したマルシュロレーヌもクモハタの子孫にあたる。また産駒の中には種牡馬として成功した馬も多く、最後の直系子孫であるホクテンパールは1988年まで現役競走馬として走っていた。
1951年よりクモハタの功績を記念し、中山競馬場に於いてクモハタ記念が創設され、東京放送が優勝杯を寄贈して歳末の中山開催の名物重賞競走として1980年まで施行された。
1984年には顕彰馬制度が発足。競走成績だけならば並の優秀馬の域を出ないものであったが、顕著な種牡馬成績が認められ、第1回選考で顕彰馬に選出された。
1990年には産駒のメイヂヒカリも選出され、トウショウボーイ・ミスターシービー父子に続く、史上2組目の父子顕彰馬となっている。

## 競走成績
| 年月日 | 年月日 | 年月日 |      | レース名         | 頭数 | 人気 | 着順 | 距離          | タイム   | 着差    | 騎手       | 斤量 | 勝ち馬/（2着馬）   |
| 1939.  | 5.     | 20     | 東京 | 新呼             | 7    | 1    | 2着  | 芝2300m（良） |          | 4身     | 阿部正太郎 | 55   | シヂリダケ         |
|        | 5.     | 26     | 東京 | 新呼             | 7    | 3    | 1着  | 芝1800m（重） | 1:59 3/5 | 3/4身   | 阿部正太郎 | 55   | （ハイネラ）       |
|        | 5.     | 28     | 東京 | 東京優駿         | 20   | 8    | 1着  | 芝2400m（重） | 2:36 1/5 | 1身     | 阿部正太郎 | 55   | （リッチモンド）   |
|        | 10.    | 7      | 横浜 | 古呼馬特ハン     | 8    | 2    | 6着  | 芝2200m（良） |          |         | 阿部正太郎 | 61   | スゲヌマ           |
|        | 10.    | 9      | 横浜 | 4歳ハンデ        | 4    | 4    | 3着  | 芝2000m（稍） |          |         | 阿部正太郎 | 63   | ロッキーモアー     |
|        | 10.    | 17     | 横浜 | 横浜農賞         | 5    | 2    | 3着  | 芝2800m（不） |          |         | 阿部正太郎 | 56   | スゲヌマ           |
|        | 11.    | 3      | 東京 | 特ハン           | 8    | 2    | 1着  | 芝2300m（良） | 2:27 0/5 | 1 1/2身 | 阿部正太郎 | 60   | （クモキク）       |
|        | 11.    | 19     | 東京 | 優勝             | 8    | 1    | 1着  | 芝2600m（良） | 2:48 3/5 | 1身     | 阿部正太郎 | 58   | （テイト）         |
|        | 11.    | 24     | 中山 | 古呼馬           | 10   | 1    | 2着  | 芝2600m（不） |          | アタマ  | 阿部正太郎 | 61   | ロッキーモアー     |
|        | 11.    | 27     | 中山 | 古呼馬           | 7    | 1    | 1着  | 芝2400m（良） | 2:35 1/5 | ハナ    | 阿部正太郎 | 61   | （テイト）         |
|        | 12.    | 10     | 中山 | 優勝             | 8    | 1    | 4着  | 芝2600m（良） |          |         | 阿部正太郎 | 61   | ハッピーマイト     |
| 1940.  | 5.     | 10     | 阪神 | 特ハン           | 4    | 1    | 1着  | 芝2200m（良） | 2:24 1/5 | 3/4身   | 阿部正太郎 | 65   | （ゴーフォード）   |
|        | 5.     | 19     | 阪神 | 帝室御賞典（春） | 7    | 1    | 3着  | 芝3200m（良） |          |         | 阿部正太郎 | 58   | トキノチカラ       |
|        | 5.     | 27     | 東京 | 5歳特別          | 8    | 1    | 1着  | 芝2600m（良） | 2:49 2/5 | 3身     | 阿部正太郎 | 66   | （タマサクラ）     |
|        | 6.     | 9      | 東京 | 5歳特別          | 5    | 1    | 1着  | 芝2600m（稍） | 2:50 1/5 | クビ    | 阿部正太郎 | 66   | （ウアルドマイン） |
|        | 10.    | 12     | 横浜 | 特ハン           | 7    | 2    | 5着  | 芝2200m（良） |          |         | 阿部正太郎 | 68   | ロッキーモアー     |
|        | 10.    | 14     | 横浜 | 古呼馬           | 6    | 2    | 1着  | 芝2800m（良） | 3:08 1/5 | 1 1/2身 | 阿部正太郎 | 69   | （クモキク）       |
|        | 10.    | 20     | 横浜 | 横浜農賞         | 4    | 3    | 2着  | 芝2800m（良） |          | 1 1/2身 | 阿部正太郎 | 62   | ロッキーモアー     |
|        | 11.    | 7      | 東京 | 特ハン           | 6    | 1    | 5着  | 芝2300m（稍） |          |         | 阿部正太郎 | 69   | ロッキーモアー     |
|        | 11.    | 9      | 東京 | 5歳特別          | 5    | 1    | 2着  | 芝2600m（良） |          | 3身     | 阿部正太郎 | 69   | マルタケ           |
|        | 11.    | 17     | 東京 | 帝室御賞典（秋） | 7    | 2    | 2着  | 芝3200m（良） |          | クビ    | 阿部正太郎 | 58   | ロッキーモアー     |

## 主な産駒
- 1943年産
  - カツフジ（天皇賞・秋、京都記念・秋）
- 1945年産
  - ニューフォード（菊花賞、天皇賞・秋）
  - クニハタ（目黒記念・秋）
- 1946年産
  - ヤシマドオター（桜花賞、天皇賞・秋、中山記念・秋）
- 1947年産
  - ハタカゼ（天皇賞・秋、毎日王冠、目黒記念・秋、目黒記念・春、カブトヤマ記念）
- 1948年産
  - ミツハタ（天皇賞・春、セントライト記念、毎日王冠、目黒記念・春、東京杯）
  - キヨフジ（優駿牝馬）
  - キヨストロング（中山記念、京都記念・秋、カブトヤマ記念）
- 1949年産
  - クインナルビー（天皇賞・秋、鳴尾記念・春、鳴尾記念・秋）
  - タカハタ（朝日杯3歳ステークス、日本経済賞、目黒記念・春、ダイヤモンドステークス）
- 1950年産
  - ワカクサ（阪神3歳ステークス、神戸杯）
  - コウラン（阪神大賞典）
  - ヨシミノリ（京都大障害・秋、京都大障害・春）
    - 1955年度最優秀障害馬
- 1951年産
  - ヒヤキオーガン[11]（阪神大賞典、（日本経済新春杯、中京記念）
  - メイジホマレ（中京記念）
- 1952年産
  - メイヂヒカリ（朝日杯3歳ステークス、菊花賞、天皇賞・春、中山グランプリ、オールカマー）
    - 1954年度最優秀3歳牡馬
    - 1955年度最優秀4歳牡馬
    - 1956年度代表馬・最優秀5歳以上牡馬
    - 顕彰馬

  - ヤマカブト（中山大障害・秋、東京障害特別・春）
    - 1957年度最優秀障害馬

  - フクリュウ（日本経済賞）
  - タカハギ（セントライト記念）
  - トキノオー（阪神特別）
  - マサハタ（クモハタ記念）
- 1953年産
  - ケニイモア（中山大障害・春、中山大障害・秋）
    - 1958年度最優秀障害馬

  - クロシオ（中山大障害・春）
  - トシワカ（ダイヤモンドステークス）
  - カネハタ（京都大障害・春）
- 1954年産
  - クニハヤ（中山大障害・春）
  - ヨドサクラ（京都杯）
  - ハタリュウ（京都4歳特別）

### 主なブルードメアサイアー産駒
- トサミツル（桜花賞）
- タカオー（朝日杯3歳ステークス、天皇賞・春など）
- ホマレボシ（有馬記念など）
  - 1961年度代表馬
- オンスロート（天皇賞・春、有馬記念など）
  - 1962年度代表馬・最優秀5歳以上牡馬
- ヤマトキヨウダイ（天皇賞・秋、有馬記念など）
  - 1964年度最優秀5歳以上牡馬
- オーヒメ
  - 1965年度最優秀5歳以上牝馬
- タマクイン
  - 1967年度最優秀5歳以上牝馬
- マーチス（皐月賞など）
  - 1968年度最優秀4歳牡馬
- ダイシンボルガード（東京優駿など）

## 血統表
| クモハタの血統（ゲインズバラ系 / Hampton5×5=6.25%（父内） St. Simon5×5=6.25%（父内）） | クモハタの血統（ゲインズバラ系 / Hampton5×5=6.25%（父内） St. Simon5×5=6.25%（父内）） | クモハタの血統（ゲインズバラ系 / Hampton5×5=6.25%（父内） St. Simon5×5=6.25%（父内）） | （血統表の出典）        | （血統表の出典） |
| 父 *トウルヌソル Tournesol 1922 鹿毛                                                   | 父の父Gainsborough 1915 鹿毛                                                           | Bayardo                                                                                | Bay Ronald              | Bay Ronald       |
| 父 *トウルヌソル Tournesol 1922 鹿毛                                                   | 父の父Gainsborough 1915 鹿毛                                                           | Bayardo                                                                                | Galicia                 |                  |
| 父 *トウルヌソル Tournesol 1922 鹿毛                                                   | 父の父Gainsborough 1915 鹿毛                                                           | Rosedrop                                                                               | St.Frusquin             | St.Frusquin      |
| 父 *トウルヌソル Tournesol 1922 鹿毛                                                   | 父の父Gainsborough 1915 鹿毛                                                           | Rosedrop                                                                               | Rosaline                |                  |
| 父 *トウルヌソル Tournesol 1922 鹿毛                                                   | 父の母Soliste 1910 黒鹿毛                                                              | Prince William                                                                         | Bill of Portland        | Bill of Portland |
| 父 *トウルヌソル Tournesol 1922 鹿毛                                                   | 父の母Soliste 1910 黒鹿毛                                                              | Prince William                                                                         | La Vierge               |                  |
| 父 *トウルヌソル Tournesol 1922 鹿毛                                                   | 父の母Soliste 1910 黒鹿毛                                                              | Sees                                                                                   | Chesterfield            | Chesterfield     |
| 父 *トウルヌソル Tournesol 1922 鹿毛                                                   | 父の母Soliste 1910 黒鹿毛                                                              | Sees                                                                                   | La Goulue               |                  |
| 母 *星旗 Fairy Maiden 1924 鹿毛                                                        | 母の父Gnome 1916 栗毛                                                                  | Whisk Broom                                                                            | Broomstick              | Broomstick       |
| 母 *星旗 Fairy Maiden 1924 鹿毛                                                        | 母の父Gnome 1916 栗毛                                                                  | Whisk Broom                                                                            | Audience                |                  |
| 母 *星旗 Fairy Maiden 1924 鹿毛                                                        | 母の父Gnome 1916 栗毛                                                                  | Faiery Sprite                                                                          | Voter                   | Voter            |
| 母 *星旗 Fairy Maiden 1924 鹿毛                                                        | 母の父Gnome 1916 栗毛                                                                  | Faiery Sprite                                                                          | Cinderella              |                  |
| 母 *星旗 Fairy Maiden 1924 鹿毛                                                        | 母の母Tuscan Maiden 1918 黒鹿毛                                                        | Maiden Erlegh                                                                          | Polymelus               | Polymelus        |
| 母 *星旗 Fairy Maiden 1924 鹿毛                                                        | 母の母Tuscan Maiden 1918 黒鹿毛                                                        | Maiden Erlegh                                                                          | Plum Tart               |                  |
| 母 *星旗 Fairy Maiden 1924 鹿毛                                                        | 母の母Tuscan Maiden 1918 黒鹿毛                                                        | Tuscan Red                                                                             | William Rufus           | William Rufus    |
| 母 *星旗 Fairy Maiden 1924 鹿毛                                                        | 母の母Tuscan Maiden 1918 黒鹿毛                                                        | Tuscan Red                                                                             | Fine Feathers F-No.16-h |                  |